# Diocesi di Ravello

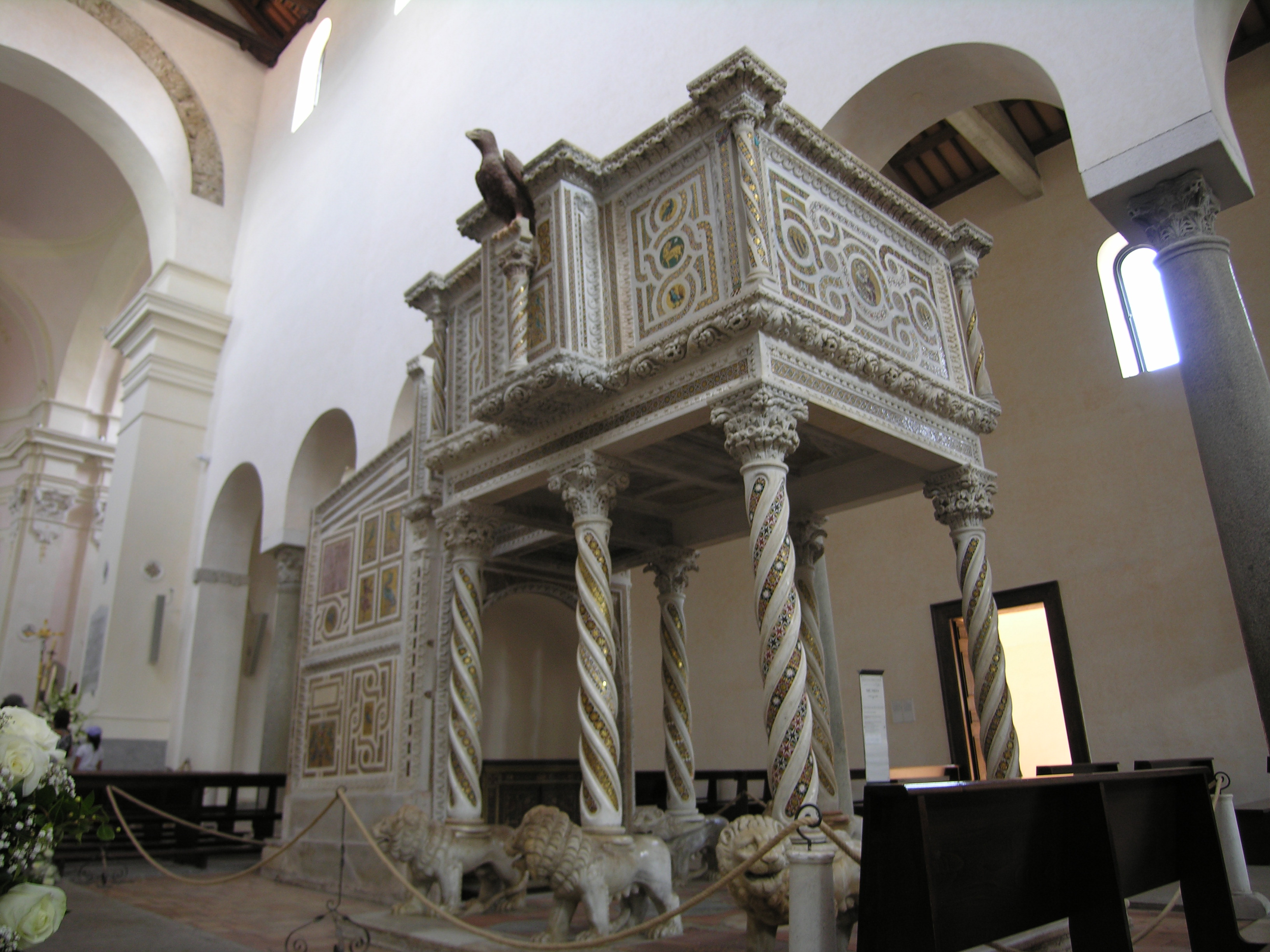
"Pulpito del Vangelo" nel duomo di Ravello, realizzato da Nicolò di Bartolomeo da Foggia nel 1272.

La diocesi di Ravello (in latino Dioecesis Rebellensis) è una sede soppressa e sede titolare della Chiesa cattolica.

## Territorio
La diocesi era posta sul versante meridionale della penisola sorrentina, lungo la costiera amalfitana, e comprendeva il solo abitato di Ravello e il territorio circostante. La diocesi era molto piccola, così come le altre due diocesi nelle vicinanze di Ravello, ossia Scala e Minori. «Sembra altronde incredibile - scrive Matteo Camera - come abbiansi potuto erigere contemporaneamente tre vescovadi alla distanza di circa un miglio, come furono Scala, Ravello e Minori».
Cattedrale della diocesi era la chiesa di Santa Maria Assunta. Il capitolo era composto, nel Settecento, da 4 dignitari e 13 canonici.
Patrono della diocesi era san Pantaleone di Nicomedia, che ancora oggi è il patrono della città. L'ampolla, che si dice custodisca il sangue del santo, presenta il fenomeno dell'annuale liquefazione del sangue, che avviene nel mese di luglio o in occasione di miracoli ottenuti dal santo. È conservata nella cappella dedicata al santo, realizzata nel 1643, a sinistra dell'altare maggiore del duomo, dal vescovo Bernardino Panicola, che ne fece la traslazione con una solenne processione per la città.

## Storia
Nel 1086 papa Vittore III eresse Ravello a sede vescovile, scorporandone il territorio da quello dell'arcidiocesi di Amalfi. Primo vescovo della nuova diocesi fu il monaco benedettino Orso Papice, consacrato dallo stesso pontefice l'anno successivo a Capua.
Vittore III concesse alla diocesi il privilegio dell'immediata soggezione alla Santa Sede, che fu confermato dai pontefici successivi, a cominciare da papa Urbano II nel 1090 e poi da papa Pasquale II nel 1101.
Sul finire dell'XI secolo fu edificato il duomo di Ravello, cattedrale della diocesi, dedicato a Santa Maria Assunta. La cripta ospita oggi il "museo del Duomo", istituito il 3 luglio 1983, a cui si deve aggiungere l'adiacente chiesa del Corpo di Cristo, adibita a pinacoteca. Nel territorio esistevano anche due antichi monasteri: l'abbazia maschile di San Trifone, risalente al X secolo, il cui abate Pietro ricevette nel 1096 uno speciale privilegio dalla popolazione ravellese; e l'abbazia femminile della Santissima Trinità, attestata dal 944. Antiche chiese sono quelle di Sant'Eustachio e di Sant'Angelo, documentate rispettivamente nel 1020 e nel 1039.
Nei primi secoli, i vescovi furono tutti di origine ravellese, appartenenti a famiglie del patriziato urbano. Ciò evidenzia il carattere molto municipalizzato della Chiesa. Inizialmente la cattedrale non aveva un capitolo, ma solo un sodalizio di 12 sacerdoti semplici; fu il vescovo Tolomeo (1286-1290) che istituì il collegio dei canonici, composto da tre dignità (arcidiacono, arciprete e primicerio) e 18 canonici.
Sulle rendite patrimoniali di cui godevano i vescovi di Ravello, così scrive Matteo Camera: «Oltre le rendite patrimoniali che percepiva in Barletta, Giovinazzo, Bitonto ed in altri luoghi, riscuoteva poi il vescovo di Ravello de' diritti pecuniari sul macello degli animali (jus macelli), sulle fornaci da calce (jus calcariae), sulla tintura e cilindratura de' panni, la decima sulla pescagione, ecc.»
Alla diocesi di Ravello il 30 luglio 1603 fu unita aeque principaliter la diocesi di Scala. Il vescovo Francesco Bennio, già vescovo di Scala dal 1598, divenne vescovo di Ravello, conservando il titolo di entrambe le Chiese, cosa che fecero anche i suoi successori. Nella bolla di unione viene tuttavia confermata a Ravello l'immediata soggezione alla Santa Sede, per cui i vescovi erano soggetti a Roma come vescovi di Ravello, ma erano suffraganei di Amalfi se agivano come vescovi di Scala.
Nell'ambito della riorganizzazione delle circoscrizioni ecclesiastiche del regno napoletano sancita dal concordato tra papa Pio VII e Ferdinando I, il 27 giugno 1818 le diocesi di Ravello e Scala furono soppresse in forza della bolla De utiliori di Pio VII ed il loro territorio aggregato a quello dell'arcidiocesi di Amalfi.
L'archivio dell'antica diocesi, costituito dall'archivio della curia vescovile, da quello del capitolo e da altri fondi minori, è oggi conservato presso le sale della confraternita del Santissimo Nome di Gesù a Ravello, ed è formato da un fondo pergamenaceo (dal 998 al 1874) e da un fondo cartaceo (secoli XIV-XX).
Dal 1968 Ravello è annoverata tra le sedi vescovili titolari della Chiesa cattolica; dal 29 dicembre 2023 l'arcivescovo, titolo personale, titolare è Vincenzo Turturro, nunzio apostolico in Paraguay.

## Cronotassi

### Vescovi di Ravello
- Orso Papice (Pappici), O.S.B. † (1087 - 29 maggio[10] 1094 deceduto)
- Costantino Rogadeo † (1094 - circa 1150[11] deceduto)
- Giovanni Ruffolo † (prima del 1157 - dopo febbraio 1210 deceduto)[12]
- Pantaleone Pironti † (prima di agosto 1212 - 1220 deceduto)[12]
- Leone Rogadeo † (prima del 26 maggio 1220 - 1229 deceduto)[12]
- Pietro di Durazzo, O.S.B. † (prima di febbraio 1231 - 1284 deceduto)[13]
- Tolomeo, O.E.S.A. † (2 marzo 1286 - 1290 deceduto)[12]
- Giovanni Allegri † (29 settembre 1291 - circa 1312 deceduto)[14]
  - Sede vacante (ca. 1312-1321)
- Francesco Castaldo, O.S.B. † (23 ottobre 1321 - 4 giugno 1362 deceduto)
- Sergio Grisone † (24 luglio 1363 - 1379 nominato arcivescovo di Amalfi)
- Roberto Ruffo, O.S.B. † (circa 1379 - circa 1385 deceduto)
- Borcardo di Hoxter, O.E.S.A. † (6 agosto 1385 - 1397 deceduto)
- Andrea Fusco † (29 maggio 1397 - 12 maggio 1400 nominato vescovo di Venosa)
- Pellegrino Rufolo † (9 aprile 1400 - 1401 deceduto)
- Ludovico Appenditano † (2 luglio 1401 - 1407 deceduto)
- Nicola de Doncellis † (1409 - 1413 deposto)
- Astorgio Agnesi † (15 febbraio 1413 - 25 gennaio 1418) nominato vescovo di Melfi)
- Martino di Gragnano † (1418 - 1418 deceduto)
- Benedetto de Paradosso † (16 febbraio 1418 - circa 1427 deceduto)
- Giovanni † (1427 o 1429 - circa 1429 deceduto)[15]
- Goffredo de Porteriis (o de Porcariis) † (17 marzo 1432 - ? deceduto o dimesso)
- Lorenzo da Napoli, O.F.M. † (? - 18 febbraio 1435 nominato vescovo di Pozzuoli)
- Lorenzo de Ricco † (18 febbraio 1435 - 1455 dimesso)
- Nicola Campanile, O.S.B. † (13 giugno 1455 - 1456 deceduto)
- Domenico Mercari (o Mercurio), O.P. † (18 marzo 1456 - 1489 deceduto)
- Cosma Setario † (17 luglio 1489 - 7 ottobre 1506 deceduto)
- Francesco Lavello, O.Cart. † (4 novembre 1506 - ?)
- Nicola N. † (? - 1509 deceduto)
- Godescalco de la Patara † (27 aprile 1509 - 1528 deceduto)
- Sereno Astori (de Astoriis), C.R.S.A. † (10 luglio 1528 - 1528 deceduto)
- Bernardino di Soria, O.F.M. † (23 febbraio 1529 - 2 giugno 1536 nominato vescovo di Venafro)
  - Francisco de los Ángeles Quiñones † (2 giugno 1536 - 1537 dimesso) (amministratore apostolico)
- Antonio Lunello † (13 giugno 1537 - 19 gennaio 1541 nominato vescovo di Gaeta)
- Giovanni Mo(he)dano † (19 gennaio 1541 - 1549 deceduto)
- Ludovico Beccadelli † (27 maggio 1549 - 18 settembre 1555 nominato vescovo di Ragusa di Dalmazia)
- Ercole Tambosi (o Tombesio o Combesio), O.S.B. † (19 settembre 1555 - 1570 deceduto)
- Paolo Fusco † (25 settembre 1570 - 17 febbraio 1578 nominato vescovo di Sarno)
- Emilio Scataratica † (17 marzo 1578 - 11 novembre 1590 deceduto)
- Paolo de Curtis, C.R. † (26 aprile 1591 - 20 marzo 1600 nominato vescovo di Isernia)
- Antonio de Franchis, C.R. † (31 luglio 1600 - 30 luglio 1603 dimesso[16])

### Vescovi di Ravello e Scala
- Francesco Bennio, O.S.M. † (30 luglio 1603 - 19 gennaio 1617 deceduto)
- Michele Bonsio, O.F.M. † (13 marzo 1617 - 1623 deceduto)
- Onofrio Del Verme † (29 luglio 1624 - 1637 deceduto)
- Celestino Puccitelli, B. † (17 agosto 1637 - 14 settembre 1641 deceduto)
- Bernardino Panicola † (15 dicembre 1642 - 10 novembre 1666 deceduto)
- Giuseppe Saggese † (16 marzo 1667 - 8 febbraio 1694 deceduto)
- Luigi Capuano (o Ludovico de Capua) † (15 marzo 1694 - 14 dicembre 1705 nominato vescovo di Gravina)
- Nicolò Rocco † (22 febbraio 1706 - 21 febbraio 1707 nominato vescovo di Cassano)
- Giuseppe Maria Perrimezzi, O.M. † (11 aprile 1707 - 26 febbraio 1714 nominato vescovo di Oppido Mamertina)
  - Sede vacante (1714-1718)
- Nicola Guerriero † (6 aprile 1718 - aprile 1732 deceduto)
- Antonio Maria Santoro, O.M. † (9 giugno 1732 - 10 maggio 1741 deceduto)
- Biagio Chiarelli † (26 novembre 1742 - 31 maggio 1765 deceduto)
- Michele Taf(f)uri † (5 agosto 1765 - 1º giugno 1778 nominato vescovo di Cava de' Tirreni)
- Nicola Molinari, O.F.M.Cap. † (1º giugno 1778 - 15 dicembre 1783 nominato vescovo di Bovino)
  - Sede vacante (1783-1792)
- Silvestro Miccù, O.F.M. † (27 febbraio 1792 - 29 ottobre 1804 nominato arcivescovo di Amalfi)
  - Sede vacante (1804-1818)
  - Sede soppressa

### Vescovi titolari
- Luigi Dardani † (28 aprile 1969 - 12 marzo 1974 nominato vescovo di Imola)
- Giacomo Barabino † (16 maggio 1974 - 7 dicembre 1988 nominato vescovo di Ventimiglia-San Remo)
- Giovanni Marra † (14 novembre 1989 - 17 maggio 1997 nominato arcivescovo di Messina-Lipari-Santa Lucia del Mela)
- Hans Schwemmer † (9 luglio 1997 - 1º ottobre 2001 deceduto)
- Claudio Gugerotti (7 dicembre 2001 - 30 settembre 2023 nominato cardinale diacono di Sant'Ambrogio della Massima)
- Vincenzo Turturro, dal 29 dicembre 2023